# 船井学術賞
船井学術賞（ふないがくじゅつしょう）は、日本の科学技術賞。

## 概要
情報技術、情報科学に関する研究について顕著な功績のあった者を褒賞し、日本の情報技術、情報科学に関する研究の向上発展に寄与することを目的として、船井情報科学振興財団が2001年に創設した賞である。2008年までは「船井情報科学振興賞」であった。
受賞対象者は、日本国内の大学あるいは公的研究機関に所属する39歳以下の若手研究者（外国籍を含む）。対象とする分野はエレクトロニクス、メカトロニクス、コンピュータサイエンス、映像情報メディア等にわたる。
その他に、博士号取得後5年以内の研究者を対象とする船井研究奨励賞や、FIT(情報科学技術フォーラム）において、学術または関連事業に対し顕著な業績を上げた者を対象とするFIT船井賞がある。

## 賞金
船井哲良特別賞1名に対して300万円、その他の受賞者それぞれに対して150万円が授与される。 

## 受賞者
太字は船井哲良特別賞受賞者
- 2001年度 - 大松繁、金光義彦
- 2002年度 - 安達千波矢、奥乃博、小島政和、高木友博、富田悦次、西関隆夫
- 2003年度 - 井上光輝、入江満、木村浩、田村秀行、山村清隆、山本透
- 2004年度 - 松本眞、金谷健一、徳山豪、寅市和男、西尾章治郎、山浦弘
- 2005年度 - 西田正吾、青木孝憲、大石進一、川本広行、前野隆司、松野文俊
- 2006年度 - 藤田博之、小野浩司、根元義章、増永良文、向井剛輝、薮上信
- 2007年度 - 田中克己、江崎浩、小野輝男、栗村直、小寺秀俊、橋本巨
- 2008年度 - 青木孝文、黒橋禎夫、外林秀之、染谷隆夫、高木剛、松岡広成
- 2009年度 - 五十嵐健夫、戸川望、本間尚文、首藤一幸、原田博司、牧野和久
- 2010年度 - 河原林健一、圓道知博、小林研介、齊藤英治、渋谷哲朗、林正人、山下淳、四方博之
- 2011年度 - 小森雅晴、石鍋隆宏、岡田健一、杉山将、住井英二郎、前田雄介、水口将輝、柳田剛
- 2012年度 - 木村崇、稲邑哲也、岩瀬英治、大友明、鹿島久嗣、下馬場朋禄、坂東幸浩、平田晃正、古海誓一
- 2013年度 - 安藤和也、伊野文彦、金井俊光、河野行雄、木寺正平、浜屋宏平、林将光
- 2014年度 - 杉浦慎哉、青井伸也、今出完、大林武、佐藤琢哉、高見剛、野﨑隆行、山内利宏
- 2015年度 - 千葉大地、伊藤康一、岡崎直観、加地範匡、関谷毅、田辺克明、湯川正裕
- 2016年度 - 桂誠一郎、桜庭裕弥、冨岡克広、西山大樹、細井厚志、山﨑俊彦、山本倫久
- 2017年度 - 伊藤健洋、梅津信二郎、杉本宜昭、水野洋輔、三輪真嗣、山川雄司、山田崇恭
- 2018年度 - 飯塚哲也、内田健一、大関真之、太田禎生、鈴木健仁、橋田朋子、三浦正志
- 2019年度 - 竹井邦晴、関剛斎、都甲薫、福田憲二郎、村上隆夫
- 2020年度 - 武田俊太郎、肥後芳樹、前川卓也、松田信幸、安井隆雄、矢谷浩司、横田知之
- 2021年度 - 坂上沙央里、清雄一、関真一郎、董冕雄、堀﨑遼一、森本雄矢
- 2022年度 - 荒瀬由紀、井手上敏也、谷口知大、鄭銀強、鳴海拓志、真栄城正寿
- 2023年度 - 吉田悠一、五十部孝典、金子健太郎、川上恵里加、月﨑竜童、横矢直人

## FIT船井賞
- 2002年 - アラン・ケイ
- 2003年 - マービン・ミンスキー
- 2004年 - 金出武雄
- 2005年 - 坂村健
- 2006年 - 嶋正利
- 2007年 - 村井純
- 2008年 - 川人光男
- 2009年 - 米澤明憲
- 2010年 - 石井裕
- 2011年 - 広瀬真人
- 2012年 - 中島秀之
- 2013年 - まつもとゆきひろ
- 2014年 - 辻井潤一
- 2015年 - William James Dall
- 2016年 - 伊藤博之
- 2017年 - 池内克史
- 2018年 - Jiawei Han（韓家魏）
- 2019年 - 後藤真孝
- 2020年 - 西田友是
- 2021年 - Shree K. Nayar
- 2022年 - 杉山将
- 2023年 - 喜連川優
- 2024年 - Ling Liu